# 比阿特丽斯 (阿拉巴马州)
比阿特丽斯（英文：Beatrice），是美国阿拉巴马州下属的一座城市。面积约为1.35平方英里（约合3.5平方公里）。根据2010年美国人口普查，该市有人口301人，人口密度为222.47/平方英里（约合86/平方公里）。